# (198634) Burgaymarta
(198634) Burgaymarta est un astéroïde de la ceinture principale.

## Description
(198634) Burgaymarta est un astéroïde de la ceinture principale. Il fut découvert le 15 janvier 2005 à Vallemare Borbona par Vallemare Borbona. Il présente une orbite caractérisée par un demi-grand axe de 3,01 UA, une excentricité de 0,06 et une inclinaison de 8,9° par rapport à l'écliptique.